# Pericoma claviatum
Pericoma claviatum är en tvåvingeart som beskrevs av Satchell 1950. Pericoma claviatum ingår i släktet Pericoma och familjen fjärilsmyggor. Inga underarter finns listade i Catalogue of Life.